# Дзенцмани
Дзенцмани (груз. ძენწმანი) — село в Кедском муниципалитете Грузии.

## География
Село расположено на левом берегу реки Аджарисцкали. Высота над уровнем моря — 344 метров. Находится в 1 километре от посёлка городского типа Кеда.

## Население
Согласно переписи 2014 года, в селе проживает 197 человек.

### Демография
| Год переписи | Численность населения |
| ------------ | --------------------- |
| 2002         | 222                   |
| 2014         | 197                   |